# 4967 Glia
4967 Glia è un asteroide della fascia principale del diametro medio di circa 29,67 km. Scoperto nel 1983, presenta un'orbita caratterizzata da un semiasse maggiore pari a 3,1529596 UA e da un'eccentricità di 0,0437543, inclinata di 16,96175° rispetto all'eclittica.